# Aalburg
Aalburg est une ancienne commune des Pays-Bas de la province du Brabant-Septentrional. La commune est située dans le nord-ouest de la province, dans le Pays de Heusden et d'Altena et dans la commune d'Altena.
La commune est délimitée par la Bergsche Maas au sud et l'Afgedamde Maas à l'est.

## Localités
Babyloniënbroek, Drongelen, Eethen, Genderen, Meeuwen, Spijk, Veen, Wijk en Aalburg. La mairie était située à Wijk en Aalburg.

## Histoire
La première mention du nom de lieu Aalburg date de 889[réf. nécessaire]. La commune moderne sous sa forme actuelle n'existe que depuis le 1er janvier 1973. Elle est issue de la fusion des communes d'Eethen, de Veen et de Wijk en Aalburg.